# Eparquia de Idukki
A Eparquia de Idukki (Latim:Eparchia Idukkensis) é uma eparquia pertencente a Igreja Católica Siro-Malabar com rito Siro-Malabar. Está localizada no município de Idukki, no estado de Querala, pertencente a Arquieparquia Maior de Ernakulam-Angamaly na Índia. Foi fundada em 19 de dezembro de 2002 pelo Papa João Paulo II. Com uma população católica de 266.460 habitantes, sendo 33,9% da população total, possui 157 paróquias com dados de 2020.

## História
Em 19 de dezembro de 2002 o Papa João Paulo II cria através do território da Eparquia de Kothamangalam a Eparquia de Idukki. Desde sua fundação em 2002 pertence a Igreja Católica Siro-Malabar, com rito Siro-Malabar.

## Lista de eparcas
A seguir uma lista de bispos desde a criação do eparquia em 2002.
|                   | Nome                  | Período           | Notas             |
| Eparcas de Idukki | Eparcas de Idukki     | Eparcas de Idukki | Eparcas de Idukki |
| ----------------- | --------------------- | ----------------- | ----------------- |
| 2º                | John Nellikunnel      | 2018 - atual      |                   |
| 1º                | Mathew Anikuzhikattil | 2003 - 2018       |                   |